# Edward Collingwood
Edward Collingwood   (Lilburn Tower, 17 de gener de 1900 - Lilburn Tower, 25 d'octubre de 1970) va ser un matemàtic anglès.

## Vida i Obra

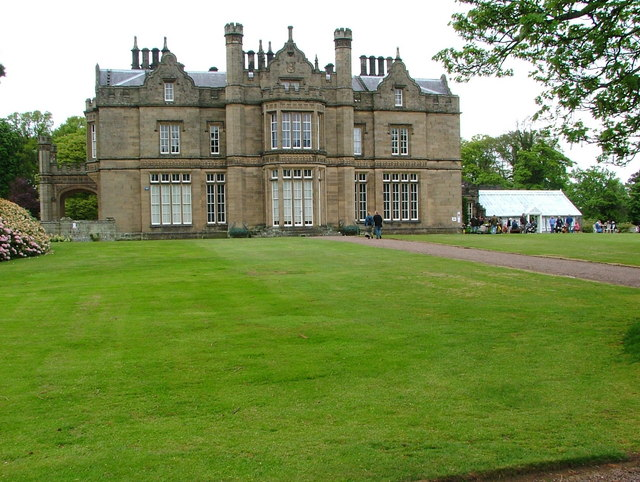
Lilburn Tower, casa senyorial dels Collingwood

Collingwood pertanyia a una il·lustre família aristocràtica (descendents de l'almirall Cuthbert Collingwood, heroi de les guerres napoleòniques) i va néixer i morir a la casa senyorial de la família a Alnwick, nord d'Anglaterra. Seguint la tradició familiar va estudiar a les escoles navals de Osborne i Dartmouth fins al 1915 en que va ingressar com cadet al vaixell de guerra HMS Collingwood, on va patir un accident que el va deixar inútil pel servei naval.
El 1918 va ingressar al Trinity College (Cambridge) on va ser deixeble de G. H. Hardy. El 1922 va estar a la universitat d'Aberystwyth on va seguir unes conferències de Georges Valiron amb qui va estudiar més tard (1924/25) a la universitat d'Estrasburg. El 1929 va obtenir el doctorat amb una tesi sobre les funcions integrals, dirigida per J.E. Littlewood i, a partir d'aquest any, va començar a donar classes a la universitat de Cambridge sobre funcions integrals i funcions meromorfes.
El 1928 havia pres la responsabilitat de dirigir la finca familiar de Lilburn Tower i, a poc a poc, va anar exercint càrrecs a l'administració local de Northumberland, fins que el 1937 va ser nomenat High Sheriff of Northumberland i va donar per acabada la seva col·laboració amb Cambridge, tot i que va continuar visitant sovint la universitat.
En començar la Segona Guerra Mundial, va tornar a col·laborar amb la Royal Navy, primer en càrrecs científics dissenyant mines i després com oficial d'enllaç amb l'exèrcit nord-americà. En aquesta època va conèixer Francis Crick i es va convertir en el seu mentor. En acabar la guerra es va tornar a involucrar en els afers locals, sobre tot en l'àrea sanitària i hospitalària i en la gestió de la universitat de Durham.
Tot i no haver tingut posicions remunerades gran part de la seva vida, Collingwood va publicar una cinquantena de treballs científics, entre els quals destaca el seu llibre The theory of cluster sets, editat el 1966 en col·laboració amb el seu deixeble Arthur J. Lohwater; un tema en el que havia estat treballant des del 1952 i pel que és més conegut.